# 시모타나카미촌
시모타나카미촌(下田上村)은 일본 시가현 구리타군에 설치되었던 촌이다. 현재의 오쓰시의 남동부에 해당한다.